# 皇后大道 (紐約)
皇后大道，或称皇后林荫路，是位于美国纽约皇后区一条主要道路，通过昆斯博羅橋连接西边的曼哈顿中城，东部则一直延伸到牙买加。皇后林荫道是25号纽约州州道的一部分。

## 路线描述

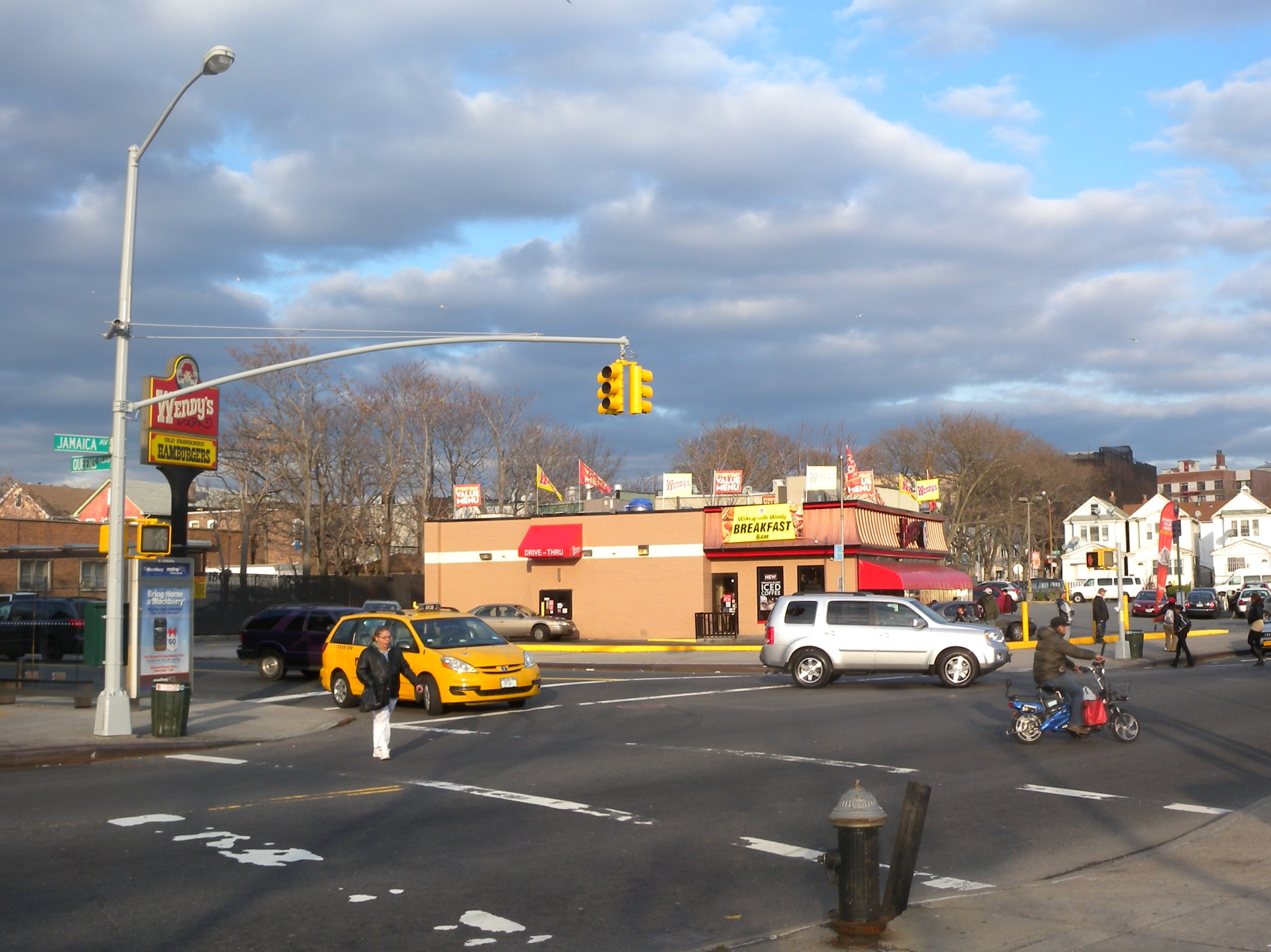
皇后大道开始于牙买加道（Jamaica Avenue），一条两车道的小街，但在北边一个街区的山边道（Hillside Avenue）变成了6车道、中央分隔的街道。

皇后大道由西北向东南延伸，穿过了皇后区接近一半的长度。它开始于长岛市皇后区大桥入口的皇后广场（Queens Plaza），在穿过日边、林边、埃姆赫斯特、雷哥公园、森林小丘、邱园和布里亚伍德之后，在牙买加的牙买加道结束。它长约7.5英里（12.1），是皇后区最长的道路之一，并经过了皇后区多个商业区。该路大部分有12车道宽，最宽处达16车道，在位于森林小丘的与黄石大道（Yellowstone Boulevard）的交叉路口。在其大部分长度上（在罗斯福道和联盟收费公路之间），该路包括双向6车道的主路和每边3车道的辅路。司机必须先驶出到辅路才能右转或停靠；而左转必须从主路的车道，但只能在特定的交叉路口转弯。皇后大道也被称为死亡大道，在这条路上发生的车祸比州内其它任何道路都要多。
皇后大道也是皇后区许多其它主要街道的起点，例如北方大道、伍德黑文大道、连接大道、罗斯福道和缅街。

## 历史

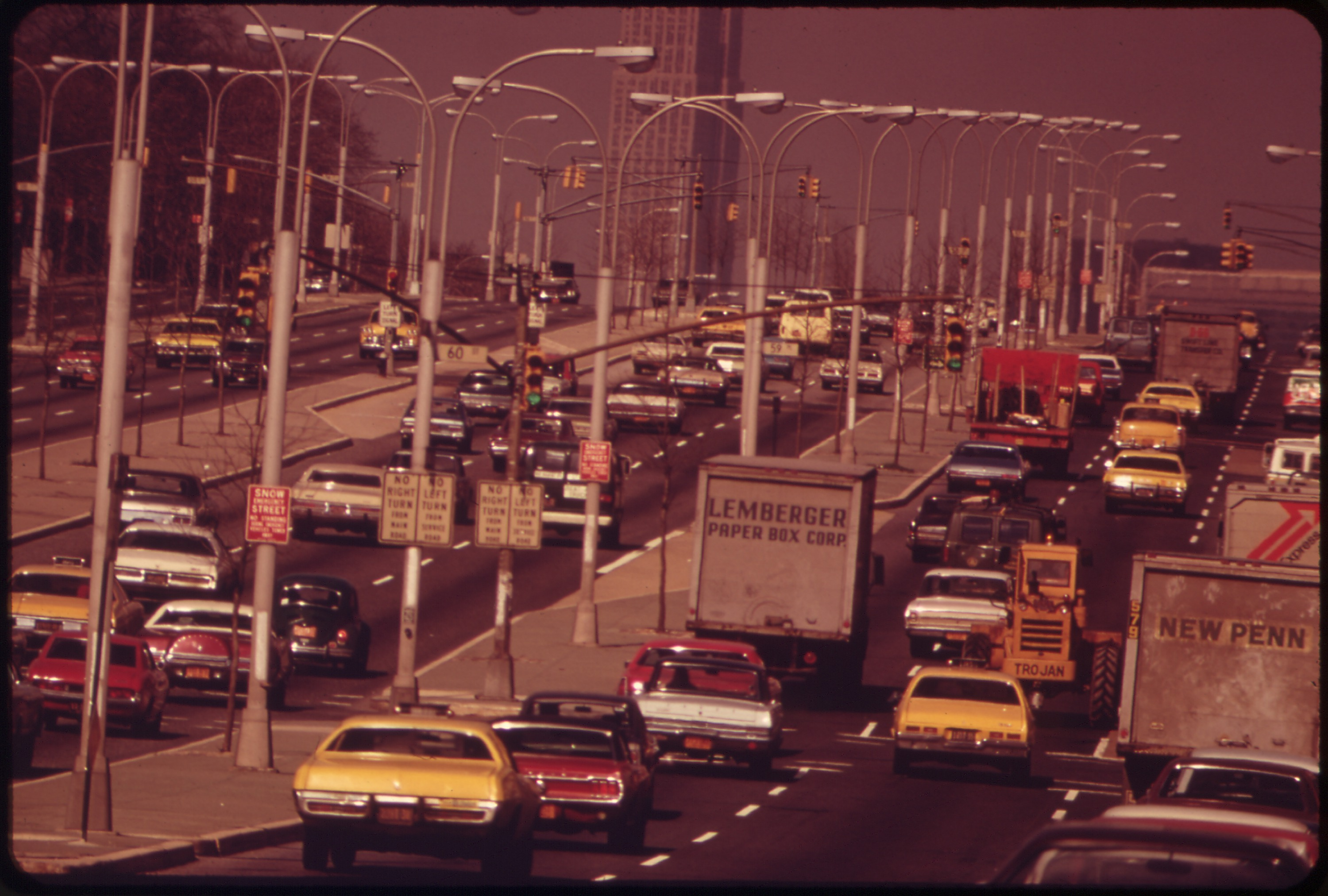
1973年，在59街（59th Street），朝东河和曼哈顿方向望去

今天的皇后大道的路线最初是由霍夫曼大道（Hoffman Boulevard）和汤普森道（Thompson Avenue）组成的。这是通过连接和扩建这些已经存在的街道建设起来的，以前的街道仍然存在一些遗迹。在森林小丘还可以找到霍夫曼大道的残迹，在那里行车线被分为两条路线，一条是直的，另一条则绕过了麦当劳公园（MacDonald Park）。绕过公园的弯曲部分就是霍夫曼大道原始的路线。这条街建于20世纪初，将新的皇后区大桥连接到皇后区中心，从而为曼哈顿提供了便捷的出路。 
1913年，沿着新建的大道，从曼哈顿东部的59街（59th Street）修建了一条电车线。在二十世纪二三十年代，随着IND皇后林荫路线地铁隧道的挖掘，这条大道被拓宽了。这条新地铁线是采用“明挖法”施工的，必须在通道的中央挖沟，为了能让行人穿过工地，还修建了临时桥梁。这项改造位于梵·丹街（Van Dam Street）和山边道之间，耗资223万美元。这条街在梵·丹街和联盟收费公路之间的部分被加宽到200英尺（61），从那里到山边道被加宽到150英尺（46）。作为该项目的一部分，电车的路权要分开。1937年4月17日，沿皇后大道的无轨电车被公共汽车所取代。
1941年，纽约市城市规划局提议将皇后区大桥到山边道的皇后大道改成高速公路，就像范·威克高速公路一样。该计划打算在主要路口采用坡道分离，而次要街道则会被断开。作为该项目的一部分，皇后大道的主路在伍德黑文大道和霍勒斯·哈丁大道（Horace Harding Boulevard，后来变成了长岛高速公路）地区被下沉，而辅路则保持地面高度。随着二战的爆发，皇后大道的升级计划被推迟，而且从未实施。

### 安全问题及改进
| 年份 | 死亡 |
| ---- | ---- |
| 1990 | 18   |
| 1991 | 13   |
| 1992 | 5    |
| 2001 | 4    |
| 2002 | 2    |
| 2003 | 5    |
| 2004 | 1    |
| 2005 | 2    |
| 2006 | 2    |
| 2007 | 1    |

皇后大道非常宽，汽车交通繁忙，加上繁荣的商业环境，使其成为1990年代纽约市最危险的通道，并得到了举市恶名，以及病态的绰号，如“死亡大道”和“骨折大道”。1980至1984年间，在皇后大道短短2.5英里（4.0）范围内，就有至少22人死亡，18人受伤。从1993年到2000年，有72名行人在试图过马路时丧生，平均每年10人。仅在1997年，就有18名行人在过马路时丧生。在1990至2017年间，据估计有186人（包括138名行人）在皇后大道一线的车祸中丧生。
皇后大道的宽度类似于布鲁克林的海洋大道和林登大道、布朗克斯的大广场和布鲁克纳大道、斯塔滕岛的里士满道、曼哈顿的公园大道和德兰西街。横穿皇后大道最危险的一些地方是靠近罗斯福道、51道（51st Avenue）、格兰德道、伍德黑文大道、黄石大道（Yellowstone Boulevard）、71道（71st Avenue）和联盟收费公路的地方。所有这些街道，要么是交通繁忙，要么是斜穿皇后大道。:136–158横穿皇后大道的人行横道可长达300英尺（91），或者说曼哈顿街区长度的一倍半。

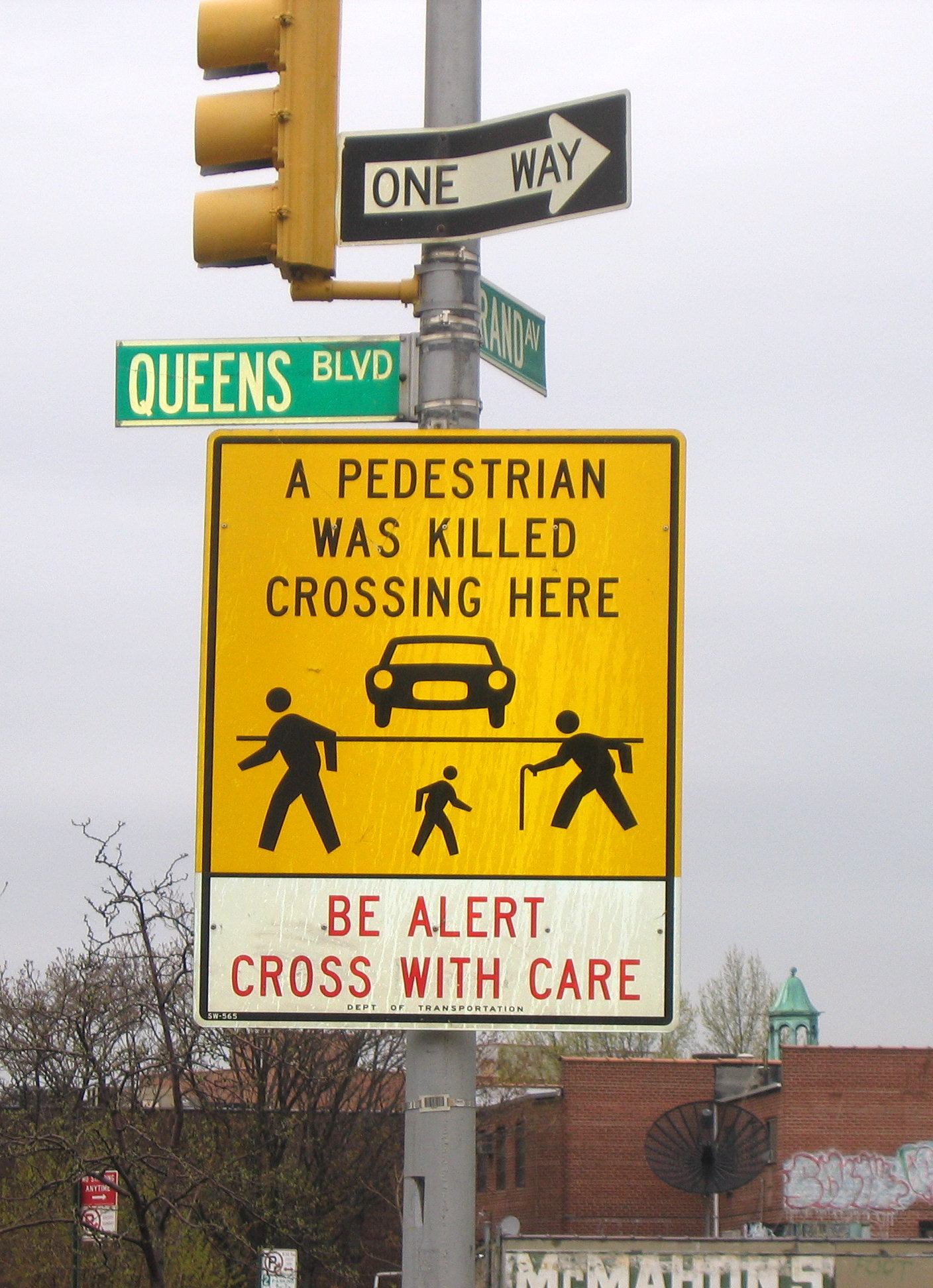
皇后大道上位于埃姆赫斯特的格兰德道的标志：“曾有行人在此过马路时丧生”

1985年，纽约市交通局启动了一个项目，来查找皇后大道上造成死伤的原因。1997年1月，该市委托了一项研究，对象是长岛高速公路和联盟收费公路之间2.5英里（4.0）的路段。该研究于1999年完成，而大部分改进工作于2001年7月结束。:138–143改进工作包括：在路线上安装新的边缘和中线延伸区；重刷人行横道线，使它们更醒目；在中线增加了围栏；封闭了几处允许车辆高速转弯的“滑道”；在发生致命事故的路口张贴大型告示，警示“一位行人在此过马路时丧生”；并将限速从35英里每小時（56每小時）降至30英里每小時（48每小時）。行人信号灯也调整了，使行人有60秒的时间横穿这条大道，而改进之前的时间为32-50秒。:139–146第二阶段的研究从2001年11月至2004年7月，研究范围覆盖了皇后大道的其余部分，并于2006年底完成了改进。:139–146这些改进措施使该大道上行人的交通事故下降了68％，在大型和危险的路口尤其显著。:1542004年，仅有一名行人在横穿皇后大道时丧生。

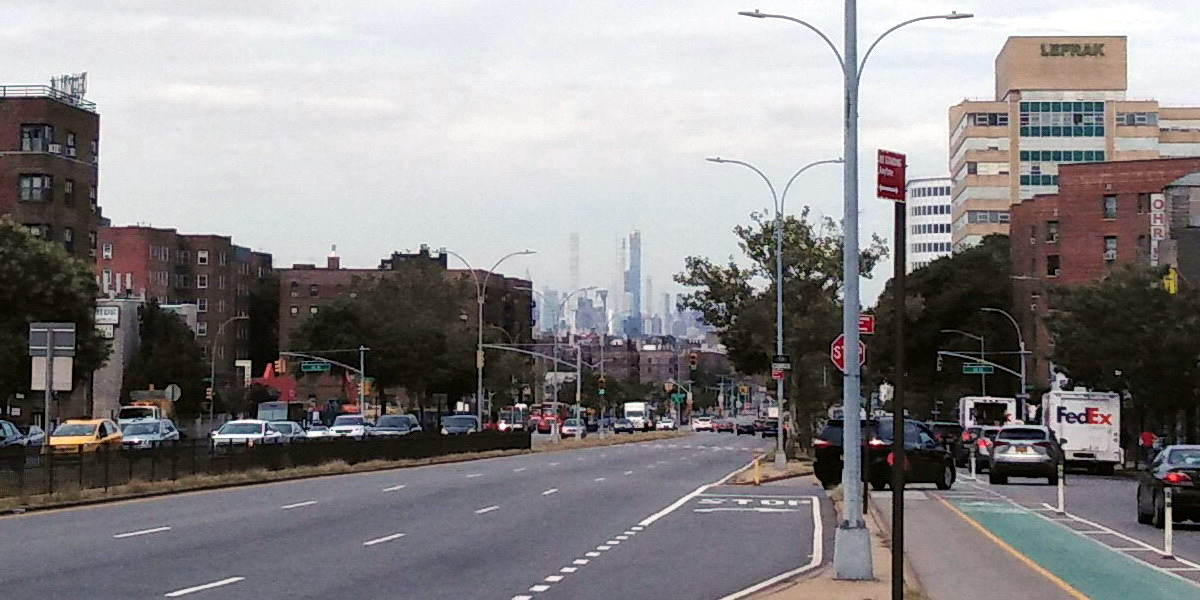
从皇后大道远眺曼哈顿，可见右下角绿色的自行车道。所看到的最高的两栋楼，左边颜色较浅的是公园大道432号，右边颜色较深的是即将封顶的中央公园塔（摄于2019年8月27日）。

2011年，安全措施进一步加强，包括安装行人“倒计时”信号灯，该信号灯可以显示穿过马路的剩余时间。那一年是自1983年开始保存详细的死亡记录以来，第一个没有人在过马路时丧生的年头。2014年，皇后大道的限速进一步降低，从30英里每小時（48每小時）降到了25英里每小時（40每小時）。降低限速是白思豪的零事故愿景计划的一部分，该计划旨在减少全市的行人伤亡。从2014年到2016年，皇后大道上东行汽车的平均速度从28.7英里每小時（46.2每小時）下降到25.6英里每小時（41.2每小時），西行汽车的速度从31.5英里每小時（50.7每小時）下降到27.3英里每小時（43.9每小時）。
2015年，政府宣布了一项新计划，投资1亿美元对皇后大道进行进一步改进。罗斯福道和73街（73rd Street）之间的路段也获得了安全提升，包括行人区和自行车道，这属于改进的第一阶段。该阶段于2015年8月开始，到年底已完成。第二阶段位于74街（74th Street）和艾略特道（Eliot Avenue）之间，于2016年夏季开始。第三阶段被分为两个项目：艾略特道到黄石大道之间的大修于2017年5月开始，而黄石大道到联盟收费公路之间的路段将于2018年7月开始。该项目受到皇后大道周围一些社区委员会的反对，因为为了设置自行车道，很多停车位被取消了。从2019年开始，整个大道将被彻底大修，方式类似于大广场的重建。这些安全性改进的部分结果是，皇后大道在2014至2017年之间没有行人死亡。

## 交通
这条街是纽约地铁线路最多的街道之一。E，F，<F>，M，與R（IND皇后林荫路线）、7 與<7> N與W（IRT法拉盛线）都沿该大道运营；只有曼哈顿的百老汇（9条线路）、第六大道（7条）和布鲁克林的富尔顿街（8条），在任何时候都比它运载量更大。此外，Q60公交车线路覆盖了皇后大道的整个长度，而Q32和Q59公交车则在大道的大部分路段上运营。
几十年来，有轨电车一直沿大道运营，直到1957年才沿着皇后区大桥的侧面进入曼哈顿。在该线与IRT法拉盛线共走廊的路段，有轨电车在支撑高架列车的高架桥下方的中间运行。在现航空高中的位置，以前是一个电车的车辆段。

### 主要路口
全線均位於皇后县境內。
| 地點                                       | 英里 | 公里  | 接點                                                                                        | 備註                               |
| ------------------------------------------ | ---- | ----- | ------------------------------------------------------------------------------------------- | ---------------------------------- |
| 长岛市                                     | 0.00 | 0.00  | 25號紐約州州道 西（皇后区大桥）／25A號紐約州州道（杰克逊道[Jackson Avenue]西 / 北方大道东） | 西端点：NY 25继续向西              |
| 长岛市                                     | 0.3  | 0.48  | 梵·丹街到I-495（长岛高速公路）                                                              |                                    |
| 桑尼赛德                                   | 1.2  | 1.9   | 绿角道西 / 罗斯福道东                                                                       | 辅路的西端点                       |
| 伍德赛德                                   | 2.19 | 3.52  | 278號州際公路（布鲁克林-皇后高速公路）－RFK大桥、布鲁克林、斯塔滕岛                         | 东向不能转至I-278西；I-278的39出口 |
| 埃姆赫斯特                                 | 3.3  | 5.3   | 格兰德道                                                                                    |                                    |
| 雷哥公园                                   | 3.91 | 6.29  | 495號州際公路（长岛高速公路） / 伍德黑文大道－皇后-中城隧道、东长岛                         | 主辅分离立交桥；I-495的19出口      |
| 邱园                                       | 6.27 | 10.09 | 联盟收费公路到杰基·罗宾逊快速路                                                             | 辅路的东端：杰基·罗宾逊的7出口     |
| 邱园                                       | 6.92 | 11.14 | 678號州際公路 南（范·威克高速公路）－肯尼迪机场                                             | 东向出口和西向入口：I-678的9出口   |
| 邱园                                       | 7.0  | 11.3  | 缅街北                                                                                      |                                    |
| 牙买加                                     | 7.4  | 11.9  | 25號紐約州州道 东（山边道）                                                                 | NY 25继续向东                      |
| 牙买加                                     | 7.5  | 12.1  | 牙买加道                                                                                    | 东端点                             |
| 1.000英里＝1.609公里；1.000公里＝0.621英里 |      |       |                                                                                             |                                    |

## 在流行文化中
- 在HBO原创剧集《我家也有大明星》中，主角文斯（Vince）在一部名为《皇后大道》的虚构电影中担任主角，在该片中，能够通过原始资料认定他是土生土长的纽约居民。[15]
- 在电影《来到美国（英语：Coming to America）》中，麦克道尔（McDowell's）餐厅的地址是埃姆赫斯特皇后大道85-07号，该地址以前是一家温蒂汉堡快餐店，但现在是新的住宅开发项目。
- 视频游戏《侠盗猎车手IV》中的杜克大道（Dukes Boulevard）就是以皇后大道为原型的。
- 一部名为《皇后大道13号（英语：13 Queens Boulevard）》的短暂的情景喜剧，于1979年在美国广播公司播出。
- 在《明迪烦事多》中，摩根（Morgan）对拉希里（Lahiri）博士说，如果不是她的话，他就会“在皇后大道的假大力水手炸鸡工作”。
- 在电影《危險性遊戲》中，主角塞巴斯蒂安·瓦尔蒙特（Sebastian Valmont，瑞恩·菲利普饰）在首演中沿皇后大道行驶。
- 在电影《好家伙》中，角色莫里（Morrie）在皇后大道26号拥有一家假发店。
- 在电影《蜘蛛侠：英雄归来》中，托尼·史塔克（Tony Stark）向他的司机欢乐（Happy）提到了皇后大道。